# Bataille de Sarrine
Guerre civile syrienne
Batailles
La bataille de Sarrine a lieu pendant la guerre civile syrienne. Le 27 juillet 2015, après trois semaines de combats, les YPG et leurs alliés prennent à l'État islamique la petite ville de Sarrine.

## Déroulement

Carte de la bataille de Sarrine :
Zone contrôlée par les YPG, ses alliés et l'Armée syrienne libre
Zone contrôlée par l'État islamique

Après avoir repoussé l'organisation État islamique hors de Kobané le 27 janvier 2015, les Kurdes des YPG progressent dans les villages environnants et atteignent les abords de la petite ville de Sarrine en avril.
Après plusieurs mois d'affrontements dans les villages près de Sarrine, les YPG lancent l'assaut sur la ville le 6 juillet avec le soutien des frappes aériennes de la coalition. Les combats durent trois semaines, et le 27 juillet les djihadistes sont repoussés hors de la ville,. 

## Pertes
20 Kurdes des YPG et plusieurs dizaines de combattants de l'État islamique ont été tués selon l'OSDH. Le commandement de Burkan al-Furat affirme de son côté qu'au moins 80 djihadistes ont été tués.

## Suites et conséquences
Avec cette prise, les Kurdes coupent l'autoroute M4, utilisé par les djihadistes pour faire transiter armes et combattants entre le gouvernorat d'Alep et celui de Raqqa. Ils s'emparent aussi d'une place qui servait de base pour attaquer les YPG dans la province d'Alep.
L'OSDH indique également qu'après les combats, au moins 150 personnes accusées d'avoir coopéré avec l'État islamique sont arrêtées par le YPG.
Cependant le 30 juillet, un groupe de djihadistes lance une attaque à Sarrine, sur une école occupée par les YPG. Huit hommes de l'EI sont tués, dont un kamikaze, tandis que les Kurdes ont 10 morts et 15 blessés. Après cet ultime combat, les djihadistes prennent la fuite,.